# Чіхрадзе Георгій Олександрович
Георгій Олександрович Чіхрадзе (нар. 1 жовтня 1967, Гагра, Грузинська РСР) — грузинський футболіст, захисник і півзахисник, представляв збірну Грузії на міжнародній арені, в даний час футбольний тренер.

## Кар'єра гравця

### Клубна кар'єра
Вихованець «ДЮСШ Гагра». У 1983 році розпочав свою професійну кар'єру в місцевому «Динамо» (Гагра).
У 1984 році він був запрошений грати в «Динамо» (Тбілісі), але не провів жодного матчу в складі клубу.
У 1986 році він дебютував у складі «Динамо» (Сухумі), де зіграв 93 матчі у Другій нижчій лізі.
У 1990 році він перейшов в новостворений клуб «Цхумі», який мав представляти місто Сухумі в першому розіграші чемпіонату незалежної Грузії, оскільки місцеве «Динамо» відмовилося від участі, виявивши бажання продовжити виступати в Першій лізі СРСР. У вищому дивізіоні Грузії Чіхрадзе провів 93 матчі і у сезоні 1991/92 став віце-чемпіоном країни.
Згодом після короткого перебування в 1993 році в  російському першоліговому «Спартаку-УГП» з Анапи, Георгій відправився в український клуб «Темп» (Шепетівка), де протягом двох сезонів був основним гравцем, але не врятував команду від вильоту з Вищої ліги за підсумками сезону 1994/95.
Влітку 1995 року він був запрошений в донецький «Шахтар», де виступав протягом двох сезонів. 18 вересня він забив перший і єдиний гол у складі «гірників» у ворота «Зорі» (Луганськ), його команда виграла з рахунком 3:0. За підсумками сезону 1996/97 став з донеччанами володарем Кубка України.
1997 року Чіхрадзе повернувся в «Динамо» (Тбілісі), вигравши чемпіонат Грузії, але вже наступного року перейшов до китайського «Чунцін Ліфань», де виступав до завершення сезону.
На початку 1999 року він приєднався до тбіліського «Локомотива», вигравши національний Кубок у сезоні 1999/00, після чого грав у ізраїльському нижчоліговому «Хапоелі» (Бейт-Шеан).
Завершив кар'єру гравця в клубі «Амері» (Тбілісі) у 2004 році.

### Кар'єра в збірній
З 1994 по 2000 рік Чіхрадзе виступав у складі збірної Грузії, за яку зіграв 24 матчі.

## Тренерська кар'єра
Після завершення кар'єри він залишився з «Амері» і став головним тренером клубу. Команда під його керівництвом успішно виступала.
2009 року став помічником Кахабера Цхададзе, головного тренера «Інтера» (Баку) з Азербайджану, і коли в грудні Цхададзе отримав дискваліфікацію, він узяв на себе функції тимчасового тренера. 
Протягом 2012—2015 років був головним тренером «Сімурга», але після розформування клубу знову повернувся до Цхададзе, асистентом якого працював у збірній Грузії та казахському «Кайраті».